# Cortispongilla
Cortispongilla is een geslacht van sponsdieren uit de klasse van de Demospongiae (gewone sponzen).

## Soort
- Cortispongilla barroisi (Topsent, 1892)